# Graphite-Epoxy Motor

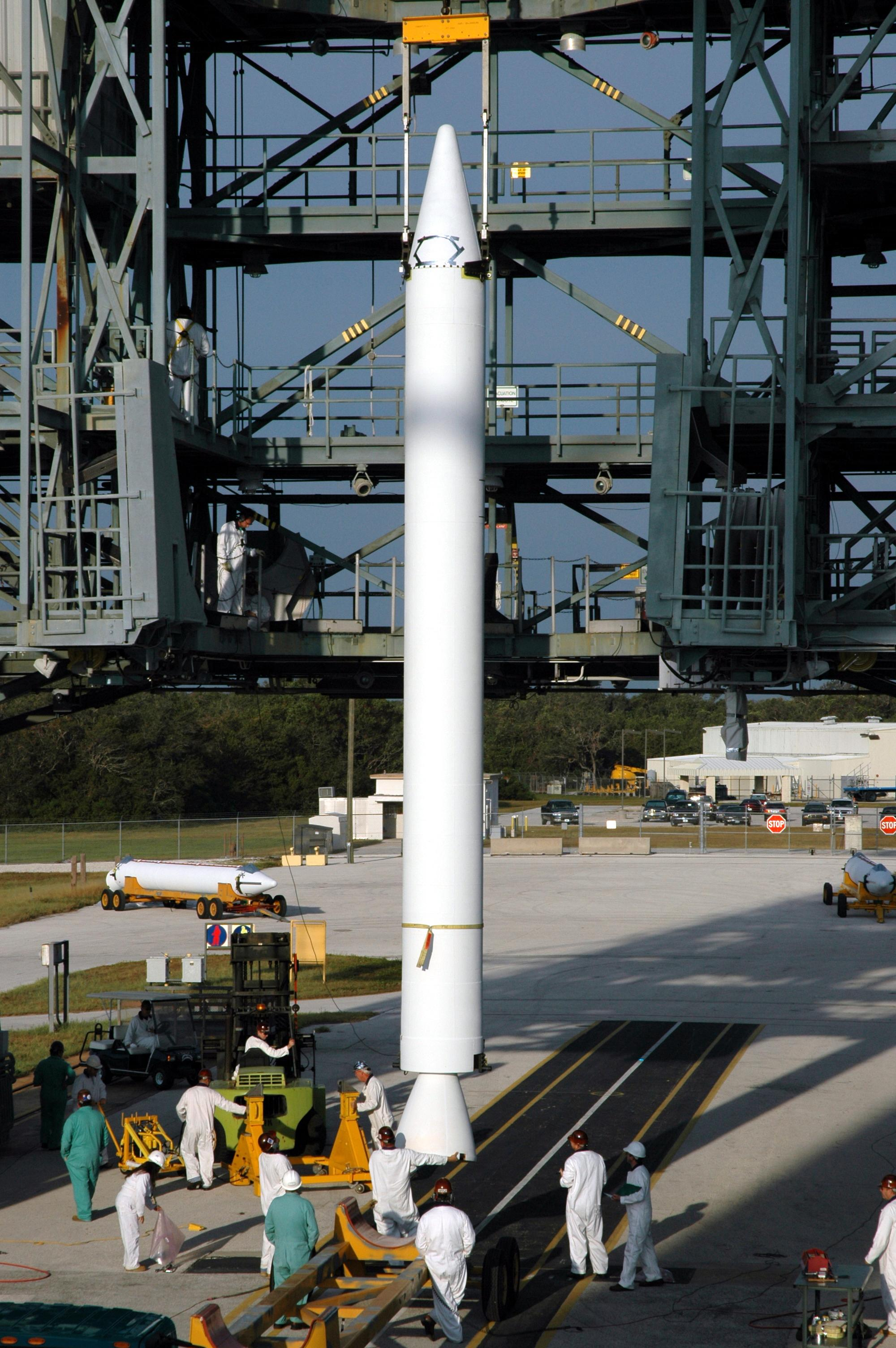
Un coet accelerador sòlid GEM 40 és elevat per ser acoblat a un Delta II.

Un Graphite-Epoxy Motor (GEM, "motor de grafit-epoxi") és un motor de coet de combustible sòlid d'alt rendiment utilitzat per proporcionar impuls addicional a diversos vehicles de llançament, incloent-hi els coets Delta II i Delta IV de Boeing. Els GEM estan dissenyats per permetre que els vehicles de llançament posin càrregues útils més pesants en òrbita. El nom Graphite-Epoxy Motor es refereix específicament a motors de combustible sòlid fabricats per Alliant Techsystems, però altres vehicles de llançament fan servir acceleradors de construcció similar.